# 風間彦男
風間 彦男（かざま ひこお、1899年10月20日 - 1945年2月3日）は、日本の陸軍軍人、最終階級は陸軍中尉、酒田風間氏分家・東美家第八代当主。

## 略歴
- 1899年（明治32年）10月20日 - 山形県飽海郡酒田町（現・酒田市）に風間繁松の長男として生れる。
- 1918年（大正7年）3月 - 荘内中学校（現・山形県立鶴岡南高等学校）卒業、同級生に加藤精三がいた。
- 1922年（大正11年）1月6日 - 余目町町長・佐藤清三郎の六女・花井と結婚する。
- 1923年（大正12年）3月31日 - 陸軍歩兵少尉任官[1]（予備役将校）
- 酒田市役所 勤務
- 市内の学校では軍事教練指導を行う。
- 1943年（昭和18年）10月 - 太平洋戦争のため出征し満州国で関東軍の指揮下に入る。
- 1945年（昭和20年） - 第14方面軍：司令官・山下奉文大将の兵団に属して、フィリピン・ルソン島に上陸。
  - 2月3日 - アメリカ軍との戦闘（ルソン島の戦い）で、同島ヌエヴァ・エシハ州北方4キロメートルのマケンで所属部隊玉砕により戦死。享年47、法名「忠風院釈義男」
- 1947年（昭和22年） - 陸軍中尉として戦死報告。

## 栄典
- 1923年（大正12年）7月20日 - 正八位[2]

## 親族
- 祖父：風間玄達 - 医師
- 祖母：風間糸 - 風間仲徳（東美家四代目） 長女。
- 叔父：風間馨 - 陸軍軍医中佐
- 叔父：風間阜 - 北京新聞社社長
- 父：風間繁松（1871年（明治4年） - 1955年（昭和30年）） - 陸軍歩兵軍曹
- 母：風間照（1882年（明治15年） - 1961年（昭和36年）） - 酒田市長・青塚恒治の姉
- 叔母：大屋いはほ - 加茂町町長・大屋雄三の妻、酒田市長・青塚恒治の妹
- 従弟：風間駿 - 日本文理大学工学部教授
- 妻：風間花井（1903年（明治36年） - 1983年（昭和58年）） - 余目町長・佐藤清三郎の六女
- 長男：風間光彦 - 酒田信用金庫監事
- 三男：風間吉也 - 医師、医学博士